# Mastophora yacare
Mastophora yacare là một loài nhện trong họ Araneidae.
Loài này thuộc chi Mastophora. Mastophora yacare được Herbert Walter Levi miêu tả năm 2003.